# Le nozze di Anna
Le nozze di Anna (tit. or. francese La Noce d'Anna, 2005) è il terzo romanzo della scrittrice mauriziana Nathacha Appanah. Molti elementi della trama sono evidentemente autobiografici.

## Trama
La storia racconta il rapporto tormentato tra una madre, Sonia, e sua figlia Anna. Sonia, scrittrice di Mauritius emigrata in Francia, è di temperamento libero e anticonformista; Anna, nata e cresciuta in Europa, rigidamente borghese e benpensante. La voce narrante è quella della madre; nel giorno del matrimonio di Anna, Sonia ripercorre la sua vita, la relazione ancora irrisolta con la terra d'origine, le difficoltà di giovanissima ragazza madre, le incomprensioni che hanno segnato il suo legame, pure strettissimo, con la figlia. Inaspettatamente, nel momento in cui per entrambe si dischiude un futuro radicalmente diverso, le due giungono a comprendersi.

## Edizioni
- Nathacha Appanah, Le nozze di Anna, traduzione di Cinzia Poli, Edizioni e/o, 2005.